# Serra dos Aimorés
Serra dos Aimorés är en kommun i Brasilien.   Den ligger i delstaten Minas Gerais, i den sydöstra delen av landet, 800 km öster om huvudstaden Brasília. Antalet invånare är 8 419.
Omgivningarna runt Serra dos Aimorés är huvudsakligen savann. Runt Serra dos Aimorés är det ganska glesbefolkat, med 32 invånare per kvadratkilometer.